# Thomas Domian
Thomas Domian (n. 5 iulie 1964, Gelsenkirchen, Germania) este un canotor ce a reprezentat Germania, medaliat olimpic. A participat la o ediție a Jocurilor Olimpice (1988) în care a câștigat o medalie de aur.

## Participări
Lista de mai jos prezintă principalele competiții la care a participat Thomas Domian de-a lungul carierei.
- rowing at the 1988 Summer Olympics – men's eight[*][4]